# جيفري أوين كاتس
جيفري أوين كاتس (بالإنجليزية: Jeffrey Owen Katz)‏ هو عالم فلك أمريكي، ولد في 6 أبريل 1950 في كوينز في الولايات المتحدة.

## وصلات خارجية
- الموقع الرسمي